# Rohrberg (Altmark)
Rohrberg is een gemeente in de Duitse deelstaat Saksen-Anhalt, en maakt deel uit van de Landkreis Altmarkkreis Salzwedel.
Rohrberg telt 1.069 inwoners.

## Indeling gemeente
De volgende Ortsteile maken deel uit van de gemeente:
- Ahlum
- Groß Bierstedt (Bierstedt)
- Klein Bierstedt (Bierstedt)
- Nieps
- Stöckheim

Apenburg-Winterfeld ·
Arendsee (Altmark) ·
Beetzendorf ·
Dähre ·
Diesdorf ·
Gardelegen ·
Jübar ·
Kalbe (Milde) ·
Klötze ·
Kuhfelde ·
Rohrberg ·
Salzwedel ·
Wallstawe